# نوسا تنقارا الشرقية
مقاطعة نوسا تنقارا الشرقية (بالإندونيسية: Nusa Tenggara Timur)‏، هي إحدى مقاطعات إندونسيا. و عاصمتها كوبانغ.
وتعني كلمة نوسا (جزيرة) أما تنقارا فتعني جنوب شرق، أي أن هذه المقاطعة تقع شرق مقاطعة سولاوسي الجنوبية الشرقية.

## جزر المقاطعة
من أهم جزر المقاطعة:
- جزر ألور ، وتشمل 14 جزيرة إضافة إلى (تيمور الشرقية)
  - جزيرة ألور
  - جزيرة كيبا
  - جزيرة بانتار
- جزر فلوريس
  - جزيرة بابي
- جزيرة كومودو
- جزيرة بالو
- جزيرة رنكا
- جزيرة روتي
- جزيرة سافو (وكذلك تسمى ساوو أو سابو)
- جزر سولور
  - جزيرة أدونارا
  - جزيرة ليمباتا
  - جزيرة سولور
- جزيرة سومبا
- تيمور ، مقسمة بين إندونيسيا (تيمور الغربية) ، ودولة مستقلة هي تيمور الشرقية